# Gobierno de Simón Bolívar en la Tercera República de Venezuela

Bandera de la nación (ahora conocida como la Tercera República).

El gobierno de Simón Bolívar en la Tercera República de Venezuela (1817-1819) estuvo constituido durante la Guerra de Independencia contra el Imperio español tras la exitosa Campaña de Guayana. Después de la unificación entre Venezuela y Nueva Granada en el Congreso de Angostura, Bolívar continuó su mandato, ahora como presidente de la Gran Colombia.

## Política nacional

### Política legislativa

#### Congreso de Angostura
El Congreso de Angostura, convocado por Simón Bolívar, tuvo lugar en la ciudad de Angostura (hoy Ciudad Bolívar) entre febrero de 1819 y julio de 1821 en el contexto de las guerras de independencia de Venezuela y Colombia, culminando en la creación de la República de Colombia (Gran Colombia).

### Política en medios de comunicación
En 1818 se creó el semanario oficialista Correo del Orinoco.

## Política exterior

### Imperio español

#### Campaña de Nueva Granada
La campaña Libertadora de la Nueva Granada fue una campaña militar emprendida por Simón Bolívar y Francisco de Paula Santander a principios de 1819 para liberar la Nueva Granada (actual Colombia; Panamá; Ecuador y Venezuela) del dominio español. La campaña buscaba preparar el terreno para la creación de la República de Colombia,[cita requerida] estado que comprendería las antiguos dominios españoles del Virreinato de Nueva Granada,Panamá, la Capitanía General de Venezuela y la Real Audiencia de Quito, territorios que para entonces, con excepción del sur y oriente de Venezuela, se hallaban en poder de los españoles; lo cual se materializa en el Congreso de Angostura, con la Constitución de la República de Colombia (17 de diciembre de 1819)
Decidió aparentar la retirada a cuarteles de invierno, comisionando al General José Antonio Páez a tal fin con un pequeño cuerpo con el cual debía aparentar la presencia del ejército completo, de manera de engañar al enemigo. Tras la retirada de Pablo Morillo de la campaña de Apure a sus cuarteles de invierno en Calabozo, decidió que era el momento oportuno para efectuar la planeada liberación de Nueva Granada para lo cual había enviado meses atrás a Santander que conformará el ejército libertador, tarea que cumple a cabalidad.